# Rezervația naturală Uralii Meridionali
Rezervația naturală Uralii Meridionali (în rusă Южно-Уральский заповедник, transliterat: Iujno-Uralski zapovednik; numită și Iujno-Uralski) este un „zapovednik” (rezervație naturală strictă) din Rusia unde sunt protejate ecosistemele din taigaua montană din cea mai mare parte a Uralilor Meridionali. Mai multe lanțuri muntoase traversează teritoriul: Mașak, Zigalga, Nara Kumardak și Iamantau. Muntele Iamantau ajunge la 1.640 m, și este cel mai înalt munte din Uralii Meridionali. 90% din rezervație este situată în raionul Belorețki⁠(d) din Bașkortostan, restul este în regiunea Celeabinsk. Orașul regional Ufa se află la aproximativ 200 km nord-vest.

## Relief

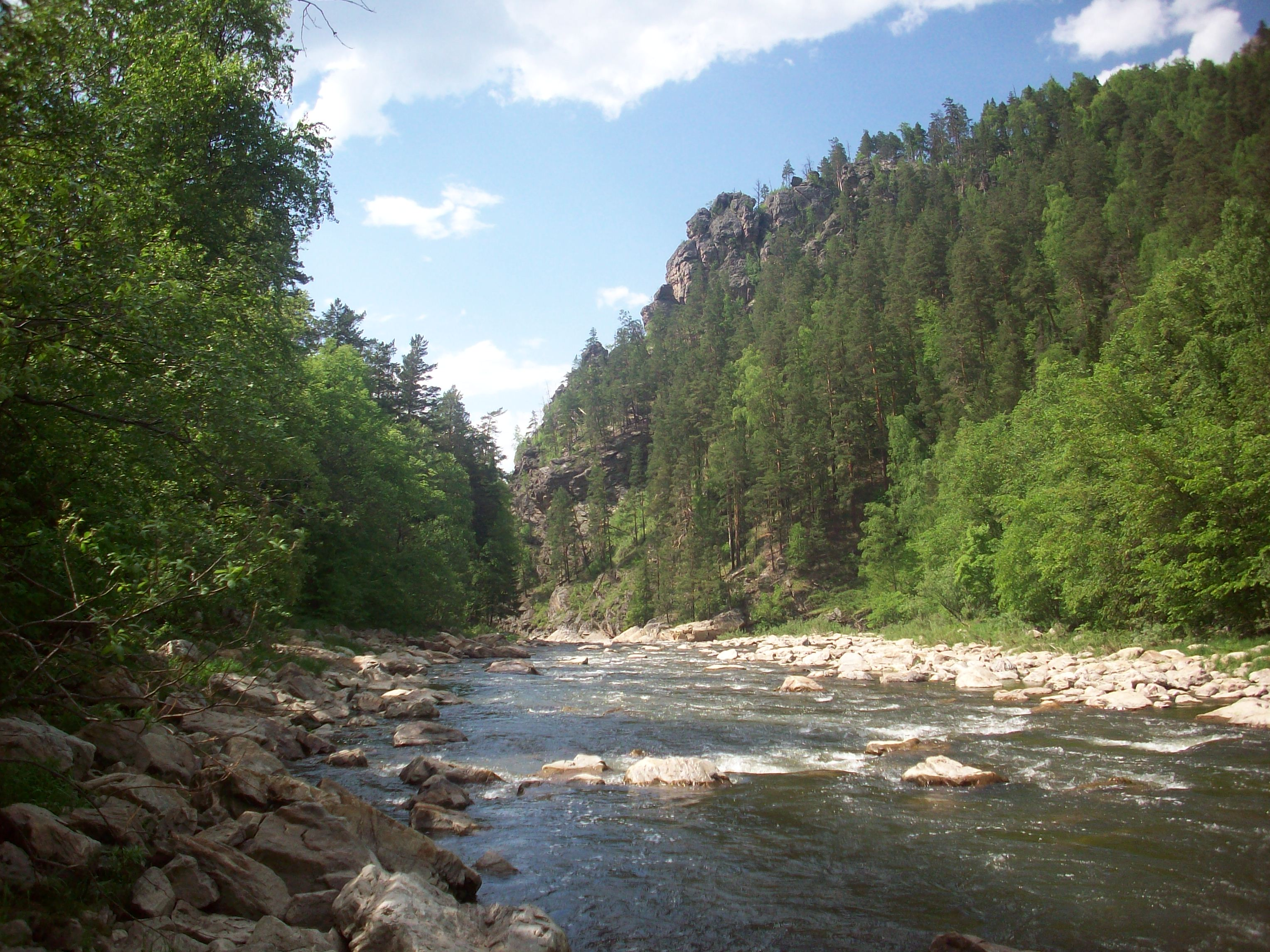
Inzerul Mic, în partea de sud-vest a Rezervației Uralii Meridionali

Relieful rezervației Uralii Meridionali constă din mai multe creste muntoase (Mașak, Zigalga, Nara Kumardak și Iamantau), desfășurate în paralel pe direcția sud-vest–nord-est, cu depresiuni intramontane largi și râuri care le întretaie, formând o structură de hașuri. Zona nu a fost înghețată complet, dar prezintă urme ale unor glaciațiuni locale (depozite de morene) pe munți și podișuri. Toate râurile din teritoriu sunt clasificate ca râuri mici sau pâraie; cel mai lung este Inzerul Mic, care are o lungime de 93 km și curge în întregime în limitele rezervației. Pâraiele au curenți puternici și albii pietroase. Există mai multe mici mlaștini în rezervație. Rezervația Uralii Meridionali este înconjurată din toate părțile de zone forestiere.
Zona a fost puternic afectată de valurile succesive de activitate economică în zonă. Acolo au funcționat numeroase turnătorii de fier în anii 1700 și 1800, care a dus la poluarea râurilor și la tăieri masive de copaci pentru a alimenta cuptoarele. La începutul anilor 1900, exploatarea forestieră comercială s-a extins, iar în timpul războiului s-au construit mai multe lagăre de prizonieri de război împreună cu o cale ferată cu ecartament îngust. În anii 1970 s-au realizat drumuri, linii electrice și conducte în unele părți ale teritoriului. În 1979, s-a înființat rezervația pentru a restabili și proteja o secțiune mare de pădure reprezentativă pentru Uralii Meridionali.

## Clima și ecoregiunea
Uralii Meridionali se află în ecoregiunea Pădurile montane și tundra din Urali. Această ecoregiune acoperă Munții Urali într-o formațiune care este îngustă de la vest-est, dar se întinde pe cea mai mare parte din zona de separație între Rusia Europeană și cea Asiatică. Este o zonă de întâlnire între speciile de arbori și alte plante din taiga și cele din tundră.
Clima Uralilor Meridionali este continental-umedă, cu veri reci⁠(d) (în clasificarea climatică Köppen (Dfb)). Acest tip de climă se caracterizează prin diferențe mari de temperatură, atât de la zi la noapte, cât și de la vară la iarnă, cu veri moderate și ierni friguroase cu multă zăpadă. În Rezervația Uralii Meridionali, cantitatea medie anuală de precipitații este de 667 mm, sezonul de creștere are în medie 168 de zile, iar perioada medie fără îngheț ține 107 zile, din 30 mai până la mijlocul lunii septembrie. La cele mai înalte cote, precipitațiile se ridică până la 1.100 mm, și perioadele fără îngheț scad la 60 de zile.

## Flora și fauna

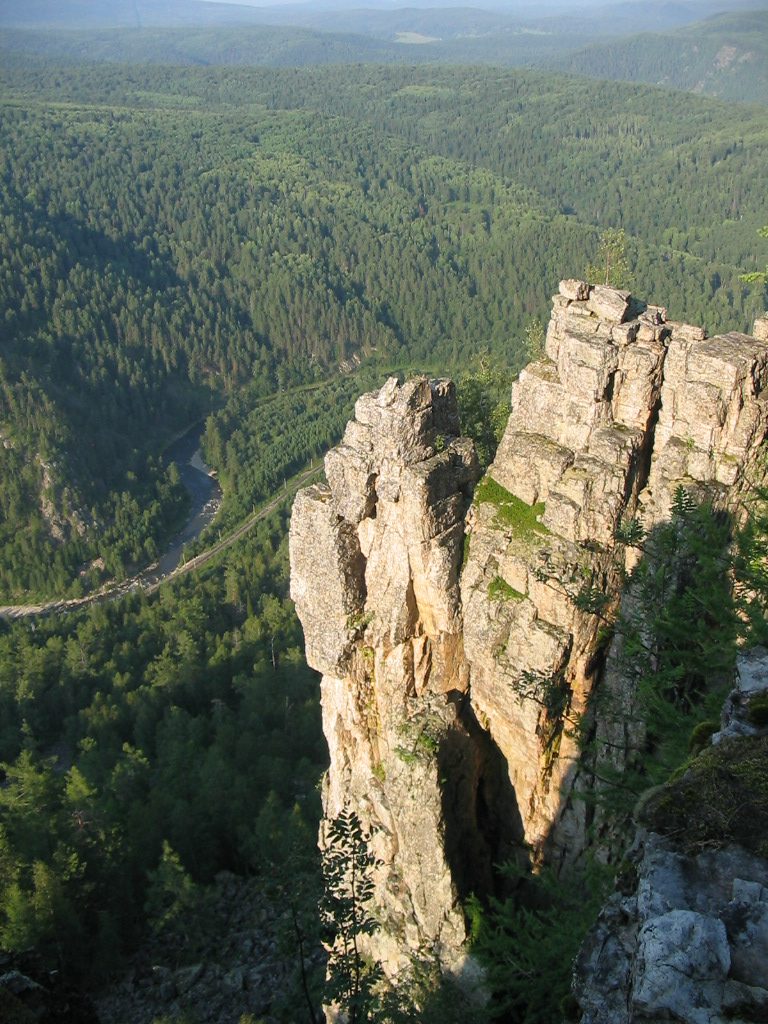
Inzerul văzut de la înălțime

Pădurile acoperă 89% din teren; ele sunt un amestec de conifere (4 specii) și foioase (10 specii, inclusiv plopi tremurători și mesteceni). Peste 1200 de metri, apare tundra alpină, unde cresc mușchi și arbuști. Oamenii de știință ce lucrează în rezervație au înregistrat 700 de specii de plante vasculare.
Mamiferele din rezervație sunt specii forestiere. Elanii sunt des întâlniți, la fel și ursul negru. Sunt prezente 13 specii diferite de prădători (inclusiv lupi cu prezență permanentă), indicând o cantitate semnificativă de pradă, ce cuprinde cerbi și elani. S-au înregistrat 50 de specii diferite de mamifere și 168 specii de păsări, dintre care 132 cuibăresc.

## Ecoeducație și acces
Ca rezervație naturală strictă, Uralii Meridionali este în cea mai mare parte închisă publicului larg, deși oamenii de știință și persoanele cu „educație ecologică” pot aranja vizite la administrația parcului. Biroul principal se află în orașul Belorețk, la 90 km.